# 854 (szám)
A 854 (római számmal: DCCCLIV) egy természetes szám, szfenikus szám, a 2, a 7 és a 61 szorzata.

## A szám a matematikában
A tízes számrendszerbeli 854-es a kettes számrendszerben 1101010110, a nyolcas számrendszerben 1526, a tizenhatos számrendszerben 356 alakban írható fel.
A 854 páros szám, összetett szám, azon belül szfenikus szám, kanonikus alakban a 21 · 71 · 611 szorzattal, normálalakban a 8,54 · 102 szorzattal írható fel. Nyolc osztója van a természetes számok halmazán, ezek növekvő sorrendben: 1, 2, 7, 14, 61, 122, 427 és 854.
A 854 négyzete 729 316, köbe 622 835 864, négyzetgyöke 29,22328, köbgyöke 9,48752, reciproka 0,0011710. A 854 egység sugarú kör kerülete 5365,84025 egység, területe 2 291 213,788 területegység; a 854 egység sugarú gömb térfogata 2 608 928 766,3 térfogategység.